# Vasilije Đurić
Vasilije Đurić (in serbo Василије Ђурић?; Subotica, 10 luglio 1998) è un calciatore serbo, attaccante del Velež Mostar.

## Caratteristiche tecniche
È una seconda punta.

## Carriera
Cresciuto nel settore giovanile della Stella Rossa, nel 2016 passa all'OFK Belgrado con cui debutta fra i professionisti il 24 aprile 2017 in occasione del match di Prva Liga Srbija perso 1-0 contro la Dinamo Vranje; dal 2018 al 2020 gioca per il Sinđelić Belgrado dopodiché si trasferisce al TSC Bačka Topola con cui esordisce in Superliga.

## Statistiche
Statistiche aggiornate al 21 febbraio 2021.

### Presenze e reti nei club
| Stagione        | Squadra           | Campionato      | Campionato | Campionato | Coppe nazionali | Coppe nazionali | Coppe nazionali | Coppe continentali | Coppe continentali | Coppe continentali | Altre coppe | Altre coppe | Altre coppe | Totale | Totale | Totale |
| Stagione        | Squadra           | Comp            | Pres       | Reti       | Comp            | Pres            | Reti            | Comp               | Pres               | Reti               | Comp        | Pres        | Reti        | Pres   | Reti   |        |
| --------------- | ----------------- | --------------- | ---------- | ---------- | --------------- | --------------- | --------------- | ------------------ | ------------------ | ------------------ | ----------- | ----------- | ----------- | ------ | ------ | ------ |
| 2016-2017       | OFK Belgrado      | 2L              | 6          | 0          | CS              | 0               | 0               |                    | -                  | -                  |             | -           | -           | 6      | 0      |        |
| 2018-2019       | Sinđelić Belgrado | 2L              | 30         | 6          | CS              | 2               | 0               |                    | -                  | -                  |             | -           | -           | 32     | 6      |        |
| 2019-2020       | Sinđelić Belgrado | 2L              | 22         | 6          | CS              | 2               | 0               |                    | -                  | -                  |             | -           | -           | 24     | 6      |        |
| 2019-2020       | TSC Bačka Topola  | SL              | 10         | 0          | CS              | 0               | 0               |                    | -                  | -                  |             | -           | -           | 10     | 0      |        |
| 2020-gen. 2021  | TSC Bačka Topola  | SL              | 13         | 1          | CS              | 1               | 0               | UEL                | 2                  | 0                  |             | -           | -           | 16     | 1      |        |
| gen.-giu. 2021  | Inđija            | SL              | 3          | 0          | CS              | 0               | 0               |                    | -                  | -                  |             | -           | -           | 3      | 0      |        |
| Totale carriera | Totale carriera   | Totale carriera | 84         | 13         |                 | 5               | 0               |                    | 2                  | 0                  |             | -           | -           | 91     | 13     |        |